# Pour une autre Terre
Pour une autre Terre est un roman de science-fiction écrit en 1965 par A. E. van Vogt (Canada).

## Résumé
La Terre est menacée de destruction par un futur cataclysme solaire. Dans le but de trouver un asile aux humains qui la peuplent, un énorme vaisseau est envoyé en mission d'exploration. Le vaisseau sera le lieu de maintes prises de pouvoir, en conformité avec les us et coutumes à bord de celui-ci. Par ailleurs, les membres de l'équipage découvriront divers mondes étranges et dangereux. Pour trouver le hâvre ardemment souhaité, il faudra toute l'habileté scientifique et politique des hommes embarqués.